# Mas Petraca
El Mas Petraca és una masia de Sant Climent Sescebes (Alt Empordà) inclosa a l'Inventari del Patrimoni Arquitectònic de Catalunya.

## Descripció
Situat al sud-oest del nucli urbà de la població de Sant Climent, a uns sis-cents metres de distància de la vila. S'accedeix a través d'un camí que s'agafa des de la carretera GI-602, en direcció al veïnat de l'Ullastre i la població de Capmany.
Mas format per dos cossos de planta rectangular adossats, amb les cobertes de teula de dues vessants i distribuïts en planta baixa i pis. La façana del cos principal, orientada a migdia, presenta les obertures bastides en maons. A la planta baixa, dos portals i una finestra al mig d'arc rebaixat. Al pis destaquen dues finestres bessones d'arc de mig punt i dues obertures més rectangulars. Adossat a la façana de tramuntana destaca el forn, de planta quadrada. El cos secundari ha estat rehabilitat i presenta les obertures rectangulars amb els emmarcaments d'obra i el parament de la façana principal revestit amb abundant morter.
La construcció està bastida en pedra sense treballar de diverses mides i fragments de maons i material constructiu, lligat amb morter de calç.